# 川本増雄
川本 増雄（かわもと ますお、1885年〈明治18年〉2月21日 - 没年不明）は、日本の実業家、政治家。郡山信用金庫専務理事。華道衡山流家元。号は見真斉一舟（けんしんさいいっしゅう）。

## 経歴
奈良県生駒郡郡山町大字洞泉寺町（現・大和郡山市洞泉寺町）に生まれる。川本増蔵の長男。郡山中学校を卒業する。貸座敷業を営む。遊廓改善等に奮闘努力する。
郡山町会議員に7回当選する。郡山信用金庫専務理事、奈良地裁調停委員、司法保護委員、郡山町農業会長をつとめる。

## 人物
青年時代、非常な運動家で、特に野球の選手として活躍した。趣味は書画、骨董、読書。住所は奈良県生駒郡郡山町大字洞泉寺（現・大和郡山市洞泉寺町）。

## 家族
川本家
- 父・増蔵[2]（華道衡山流） - 明治時代、中興の師佐伯再休が当時小泉にあった増蔵に授戒して見真斉一舟の号を与える[5]。1907年、61歳で没する[5]。
- 妻[2]
- 息子・忠雄[2]（1907年 - ?、フジ運動具店社長）